# Supermaresme-La Farrera
Supermaresme-La Farrera – miejscowość w Hiszpanii, w Katalonii, w prowincji Barcelona, w comarce Maresme, w gminie Sant Vicenç de Montalt.
Według danych INE z 2005 roku miejscowość zamieszkiwały 144 osoby.